# Ramon Bertran i Nat
Ramon Bertran i Nat (Surp, Pallars Sobirà, 1855 - La Seu d'Urgell, Alt Urgell, 1936) va ésser un mestre d'escola que va gaudir d'un gran prestigi com a pedagog i col·laborà activament en el diccionari que preparava Mossèn Alcover.
Dins del moviment catalanista, signà el Missatge a la Reina Regent (1888) i, una vegada constituïda la Unió Catalanista (1891), fou designat delegat a les Assemblees de Manresa (1892), Terrassa (1901) i Barcelona (1904).